# کمربند آتشفشانی

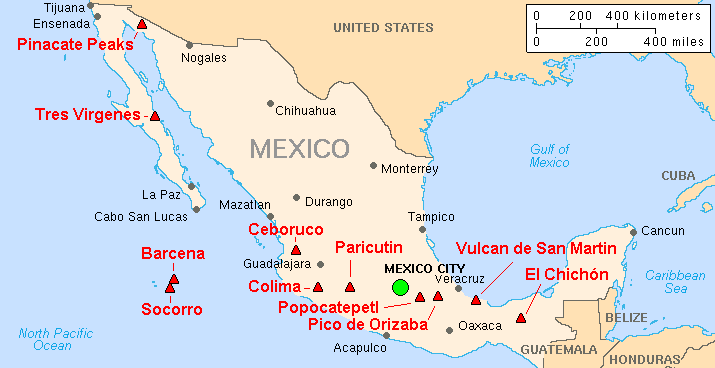
کمربند آتشفشانی Trans-Mexican در مکزیک

کمربند آتشفشانی (انگلیسی: Volcanic belt) به مناطق بزرگ و فعال آتشفشانی گفته می‌شود. اصطلاحات دیگر مانند میدان آتشفشانی برای مناطق آتشفشانی کوچک‌تر به‌کار می‌رود. کمربندهای آتشفشانی در بالای زون‌هایی که معمولاً دمای بالایی (۷۰۰ تا ۱۴۰۰ درجه سلسیوس) دارند، یافت می‌شوند که در این زون‌ها ماگما بر اثر ذوب بخشی از مواد جامد در پوسته زمین و بخش بالایی گوشته پدید می‌آید. این مناطق معمولاً در امتداد مرز صفحه‌های زمین‌ساختی و در ژرفای ۱۰ تا ۵۰ کیلومتری شکل می‌گیرد. برای نمونه، آتشفشان‌های مکزیک و بخش غربی آمریکای شمالی عمدتاً در کمربندهای آتشفشانی واقع شده‌اند.
آثار و بقایای فرسایش‌یافته و تغییرشکل‌یافتهٔ کمربندهای آتشفشانی قدیمی در مناطق غیرفعال آتشفشانی مانند سپر کانادا دیده می‌شوند. سپر کانادا با سن تقریبی ۶۰۰ تا ۱۲۰۰ میلیون سال، دارای بیش از ۱۵۰ کمربند آتشفشانی است که اکنون کاملاً تغییرشکل یافته و تا حد جلگه‌های هموار فرسایش یافته‌اند.
کمربندهای آتشفشانی مانند یک رشته‌کوه هستند، اما کوه‌های درون این رشته‌کوه آتشفشان هستند، نه کوه‌های واقعی که بر اثر فرایند گسلش و چین‌خوردگی ناشی از برخورد صفحه‌های زمین‌ساختی شکل گرفته باشند.

## نمونه‌ها
- کمربند آتشفشانی آند
- کمربند آتشفشانی گاریبالدی